# Hiroshi Yamato
Hiroshi Mihara (三原 弘嗣, Mihara Hiroshi), né le 20 octobre 1983 à Kimitsu, est un catcheur japonais plus connu sous le nom de Hiroshi Yamato (大和　ヒロシ, Yamato Hiroshi). Il travaille actuellement à la Wrestle-1.

## Jeunesse
Mihara étudie à l'Université de Tokyo en agriculture (ja) où il pratique la lutte. Il participe à la Junior Olympic Cup où il termine 3e dans la catégorie des moins de 76 kg (167 lb).

## Carrière

### All Japan Pro Wrestling (2007-2013)
Mihara entre au dojo de l'All Japan Pro Wrestling (AJPW) où il s'entraîne auprès de Kaz Hayashi.

### Wrestle-1 (2013-...)
Le 10 janvier 2016, il bat Andy Wu et remporte le Wrestle-1 Cruiser Division Championship.

## Palmarès
- All Japan Pro Wrestling
  - 1 fois AJPW All Asia Tag Team Champion avec Hikaru Sato
  - 1 fois AJPW World Junior Heavyweight Championship
  - Junior Hyper League (2012)
  - New Year Junior Heavyweight Battle Royal (2010, 2013)

- Wrestle-1
  - 1 fois EWP Intercontinental Championship
  - 1 fois Wrestle-1 Cruiser Division Championship